# Der Mantel des Ketzers
Der Mantel des Ketzers ist eine 1939 geschriebene Novelle von Bertolt Brecht. Sie beleuchtet eine fiktive Episode aus dem Leben des Giordano Bruno aus Nola. Das Werk wurde im Entstehungsjahr in der Moskauer Zeitschrift Internationale Literatur unter dem Titel Der Mantel des Nolaners veröffentlicht. Giordano wird im 16. Jahrhundert von den Inquisitionsbehörden inhaftiert und hat nebst dem noch die hartnäckige Frau Zunto am Hals, die den Lohn für einen von ihm gekauften Mantel einfordern will.

## Entstehung
Der Mantel des Ketzers, geschrieben von Bertolt Brecht, entstand im Zusammenhang mit den Studien des Leben des Galilei. 1939 erschien der Text zum ersten Mal in der Moskauer Zeitschrift internationale Literatur unter dem Titel der Mantel des Nolaners jedoch ohne die ersten vier Abschnitte.
Die Erzählung basiert auf einer wahren Geschichte, das heißt, dass es Giordano Bruno aus Nola wirklich gegeben hat und dieser im 16. Jahrhundert in Rom wegen Ketzerei verbrannt wurde. Heute ist ein Denkmal für ihn in Rom aufgestellt.

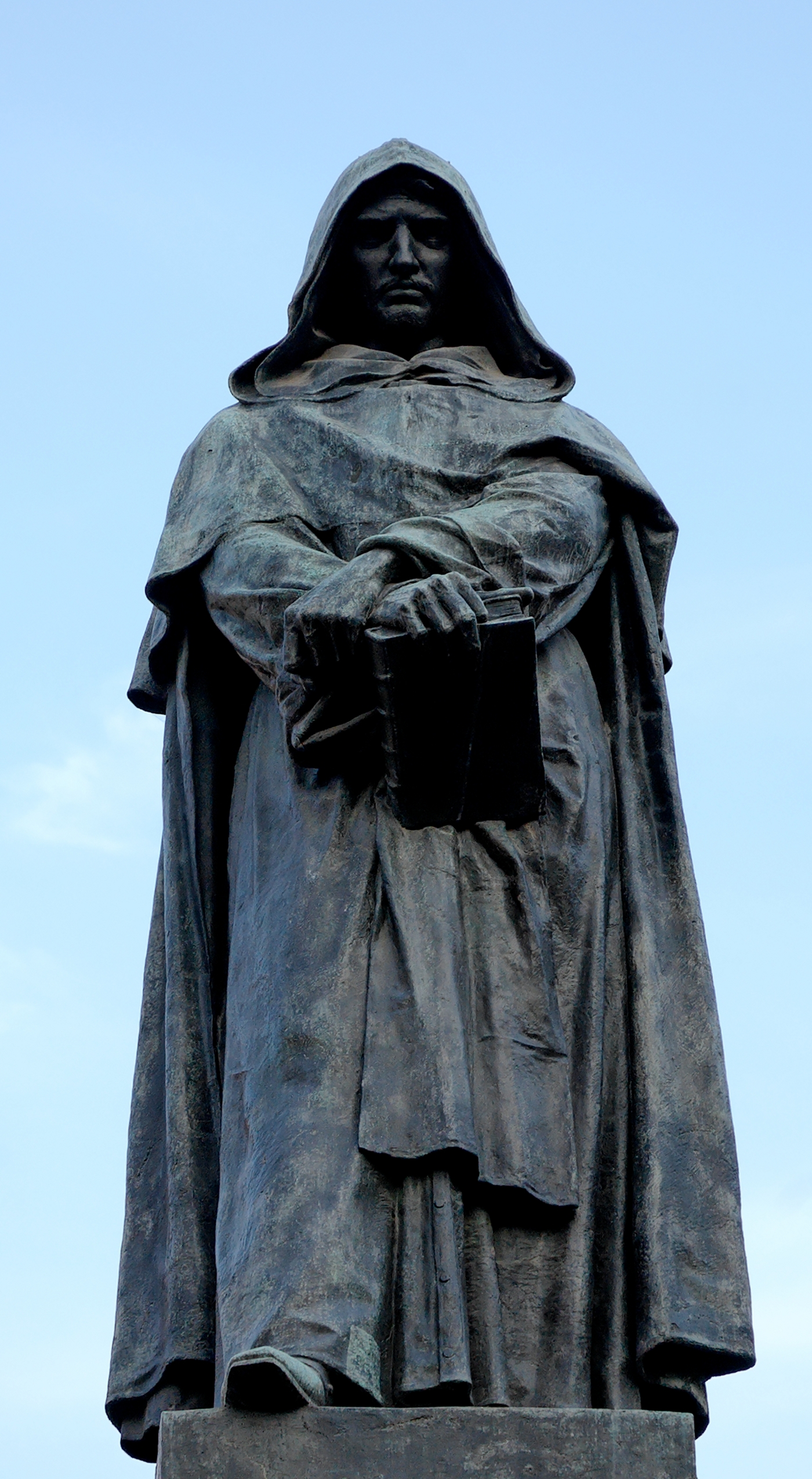
Giordano Bruno Campo dei Fiori, Denkmal in Rom

## Inhalt
Die Geschichte spielt im 16. Jahrhundert in Venedig. Hauptfigur ist Giordano Bruno, der Mann aus Nola. Alles beginnt damit, dass ein venezianischer Patrizier, ein gewisser Mocenigo, Giordano in sein Anwesen einlädt, um von ihm in Physik und Gedächtniskunst unterrichtet zu werden. Für seine Dienste gewährt Mocenigo Giordano Kost und Logis. Als er jedoch merkt, dass Giordano ihn nicht die Künste der Schwarzen Magie lehrt, reuen ihn die Kosten und er denunziert ihn brieflich bei der Inquisition. Daraufhin wird Giordano Bruno von den Inquisitionsbeamten abgeholt und ins Gefängnis gesteckt. Der Prozess wird acht lange Jahre dauern.
Kurz vor seiner Verhaftung ließ sich Giordano einen Mantel von Gabriele Zunto anfertigen, jedoch hat er diesen noch nicht bezahlt. Um seinen Lohn doch noch zu bekommen, eilt Zunto, der Schneider, zu Mocenigo, um ihn bei ihm einzufordern. Allerdings wird Zunto von Mocenigos Diener abgewiesen und ihm wird klar, dass er möglicherweise Schwierigkeiten bekommen könnte, wenn er in engere Verbindung mit diesem Ketzer gebracht wird. Deswegen verzichtet Zunto auf sein Entgelt. Seine Frau erweist sich dagegen als hartnäckiger, sie besteht auf die 32 Skudi und will diese beim Gericht einfordern. Der zuständige Beamte schreibt die Forderung auf und sagt ihr, dass daraus wahrscheinlich nichts werde. Die Sache ist daher beengend, weil 32 Sudi ein ganzer Monatslohn sind. Obwohl es so schlecht um Giordano steht, will sie nicht aufgeben und beharrt darauf, mit ihm zu sprechen, was ihr dann auch gelingt. Man spürt die Missgunst der Frau deutlich aus dem Gespräch heraus.
Giordano, für den es um Leben und Tod geht, kümmert sich nebst den Qualen der Anklage trotzdem um das im Verhältnis kleine Begehren von Frau Zunto und ihren 32 Skudi. Trotzdem bewährte sich Zuntos Hartnäckigkeit und ihr wird der umstrittene Mantel zurückgegeben. Allerdings wird noch angemerkt, dass Giordano den Mantel auch brauchen könne, da er nun in der eisigen Kälte des Winters nach Rom ausgeliefert wird. Es ist anzunehmen, dass er dort auf den Scheiterhaufen kommen werde.

## Form
Die Erzählung ist in der Form einer Novelle geschrieben. Die Hauptfigur, Giordano, basiert auf einer Person, die es wirklich gegeben hat. Wie in der Geschichte lebte auch der echte Giordano im 16. Jahrhundert und hatte für diese Zeit revolutionäre Ideen, für die er auch von der Inquisition verbrannt wurde. Brecht übernimmt die Geschichte dieser Person und setzt sie in einen etwas anderen Kontext.
Der Mantel des Ketzers erscheint unter der Sammlung der Kalendergeschichten mit achtzehn weiteren Geschichten und Gedichten.

## Interpretation
Der Mantel des Ketzers  weist Parallelen zu anderen Geschichten, wie zum Beispiel Das Leben des Galilei oder zur Keunergeschichte Weise am Weisen ist die Haltung auf. Brecht will uns durch diese Geschichten mitteilen, dass nicht wichtig sei, was der Mensch sagt, sondern was er tut. Giordano beurteilt Frau Zunto nicht nach ihrem Handeln, sondern nach ihren Möglichkeiten und zeigt damit Verständnis für ihre ebenso verzwickte Situation. Groß macht ihn, dass er sich nicht nur für Frau Zunto einsetzt, sondern sie auch versteht und höflich mit ihr umgeht. Soziale Gerechtigkeit zeigt Bruno damit, dass er die Existenznot der Frau seiner Lebensnot gleichstellt. Brunos Haltung fruchtet auch einzig bei der Frau, denn nur sie macht nach der Begegnung mit ihm einen Bewusstseinswandel durch.
Außerdem kritisiert Brecht die Kirche, vor allem die Inquisition, als wissensverhindernde Institution und Giordano wird als Kämpfer für Wissenschaft und Freiheit dargestellt, der sich mutig gegen die Inquisitionsbehörden stellt und sein Recht zu erkämpfen versucht.
Frau Zunto sticht durch ihren unbestechlich vernünftigen Charakter heraus und erweist sich somit als Gegenspielerin zu Giordano. Durch ihre Existentsnot wird sie dazu gezwungen, ihren Lohn bei einem Todeskandidaten einzufordern. Allerdings tut sie dies auf eine schroffe Art, was wiederum ihre Verzweiflung darstellt.
Zu dieser Zeit war freies Denken ein Luxus, das stark von dem vorherrschenden Adel und Klerus zensiert und kontrolliert wurde. Damals wäre es vermutlich vernünftiger gewesen, sich der Kirche unterzuordnen und im Verborgenen zu arbeiten.
Brechts Marxismus spiegelt sich in der Geschichte dadurch wider, dass er alle freiheitsbeschränkenden Autoritäten, in diesem Fall die Kirche, kritisiert und uns zeigt, mit welchen Mitteln diese die Leute unterdrückte und ihren Glauben ausnutzte. 1939 war die Zeit des Nationalsozialismus in Deutschland und daher liegt die Vermutung nahe, dass Brecht mit der Geschichte auch diesen kritisiert, wie zum Beispiel die Inhaftierung von Andersdenkenden oder die Verbietung von Wissen. Zudem zeigt Brecht eine ablehnende Haltung gegenüber dem Gewinndenken, das die Gesellschaft auseinanderreißt.

## Rezeption
Die Novelle wurde 1989 von dem Regisseur Peter Vogel im Auftrag des Fernsehen der DDR verfilmt und ausgestrahlt.